# Thamaga
Thamaga é uma cidade localizada no distrito Kweneng em Botswana. Possuía, em 2011, uma população estimada de 21 471 habitantes.